# Шеперд, Лемюэл
Лемюэль Корник Шеперд-младший (10 ноября 1896 — 6 августа 1990) — четырёхзвёздный генерал корпуса морской пехоты США, ветеран первой и второй мировых войн, Корейской войны, 20-й комендант корпуса. Будучи комендантом, занял постоянное место в объединённом комитете начальников штабов, утвердив равенство морской пехоты с другими родами войск.

## Биография
Родился 10 февраля 1896 года в г. Норфолк, штат Виргиния. В 1917 году закончил Виргинский военный институт на год раньше, благодаря чему смог вступить в ряды корпуса морской пехоты. Во время учёбы вступил в отдел Бета общества Альфа-каппа. 11 апреля 1917 получил звание второго лейтенанта морской пехоты, 9 мая 1917 прибыл для несения службы в казармы морской пехоты в Порт-ройяль, штат Южная Каролина.

### Первая мировая война
Меньше чем через год после начала службы второй лейтенант Шеперд 17 июня отплыл во Францию в составе 5-го полка морской пехоты, который входил в первые части американского экспедиционного корпуса (состоящего из частей армии и морской пехоты). 27 июня прибыл в Сен-Назер (западная Франция). После организации второй дивизии во Франции Пятый полк вошёл в состав четвёртой бригады второй пехотной дивизии, организованной 26 октября во Франции. Дивизию возглавил бригадный генерал морской пехоты Чарльз А. Доуэн, бывший командиром пятого полка морской пехоты. Зимой 1917-18 вторая дивизия тренировалась под наблюдением ветеранов французской армии.
Служил в оборонительных секторах близ Вердена. Когда американский экспедиционный корпус вступил в сражения весной 1918 чтобы остановить германское наступление на Париж, Шеперд участвовал в отражении Весеннего наступления (у Шато-Тьерри) и был дважды ранен в сражении у Белло-вуд в июне 1918. 28 июля 1918 вторую дивизию возглавил генерал-майор морской пехоты Джон Леджен (в честь его в 1942 была названа база морской пехоты Кемп-Леджен). В августе Шеперд вернулся на фронт, снова присоединился к пятому полку и участвовал в боях у Сен-Миель и в Мёз-Аргонском наступлении (в Шампани), где получил третье ранение: пулемётная пуля прошила ему горло.
За храбрость, проявленную в бою при Белло Вуд, был награждён армейским крестом «За выдающиеся заслуги», военно-морским крестом, французским военным крестом и дважды упоминался в общих приказах по второй дивизии американского экспедиционного корпуса. Он также получил черногорскую серебряную медаль «За храбрость».
В дальнейшем служил в составе американской оккупационной армии в Германии. В июле 1919 года отплыл домой. В сентябре 1919 года вернулся во Францию, с заданием составить рельефные карты показывающие поле боя, где сражалась четвёртая бригада морской пехоты (пятого и шестого полков и шестого пулемётного батальона морской пехоты) второй пехотной дивизии.

### Межвоенный период
В декабре 1920 года вернулся в США и получил назначение адъютантом в Белый дом и адъютантом коменданта корпуса морской пехоты генерал-майора Джона Леджена.
В июле 1922 командовал отборной ротой морской пехоты на столетней выставке в Рио-де-Жанейро (Бразилия).
В июне 1923 года возглавил подразделение морской пехоты на борту линкора USS Idaho (BB-42). После этого служил в казармах морской пехоты в г. Норфолк, командуя там морской школой. В апреле 1927 года Шеперд отправился в Китай, где служил в третьей бригаде морской пехоты в Цянцзине и Шанхае.
В 1929 году вернулся в США, где посещал курсы полевых офицеров школы корпуса морской пехоты. После окончания курсов снова отправился за море, на службу в составе Garde d’Haïti (армии) Гаити и провёл четыре года на посту командира округа и департамента в ходе американской оккупации Гаити. После вывода сил морской пехоты с Гаити в 1934 году служил в казармах морской пехоты в Вашингтоне старшим помощником командира и архивариусом института корпуса морской пехоты.
После окончания военно-морского колледжа в Ньюпорте, штат Род-Айленд Шеперд командовал вторым батальоном пятого полка морской пехоты входивший в состав новосозданных сил морской пехоты флота (FMF) на Атлантике, которые интенсивно использовались для развития тактики и техники высадки десанта.
В июне 1939 года получил назначение в штаб школы корпуса морской пехоты в Куантико, штат Виргиния, где следующие три года провёл на постах директора школы корреспондентов, главы боевого отдела, ответственного офицера класса кандидатов и заместителя коменданта.

### Вторая мировая война

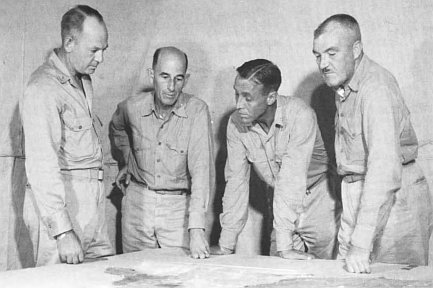
Бригадный генерал Шеперд (командир первой временной бригады морской пехоты) и его старшие офицеры над картой Гуама

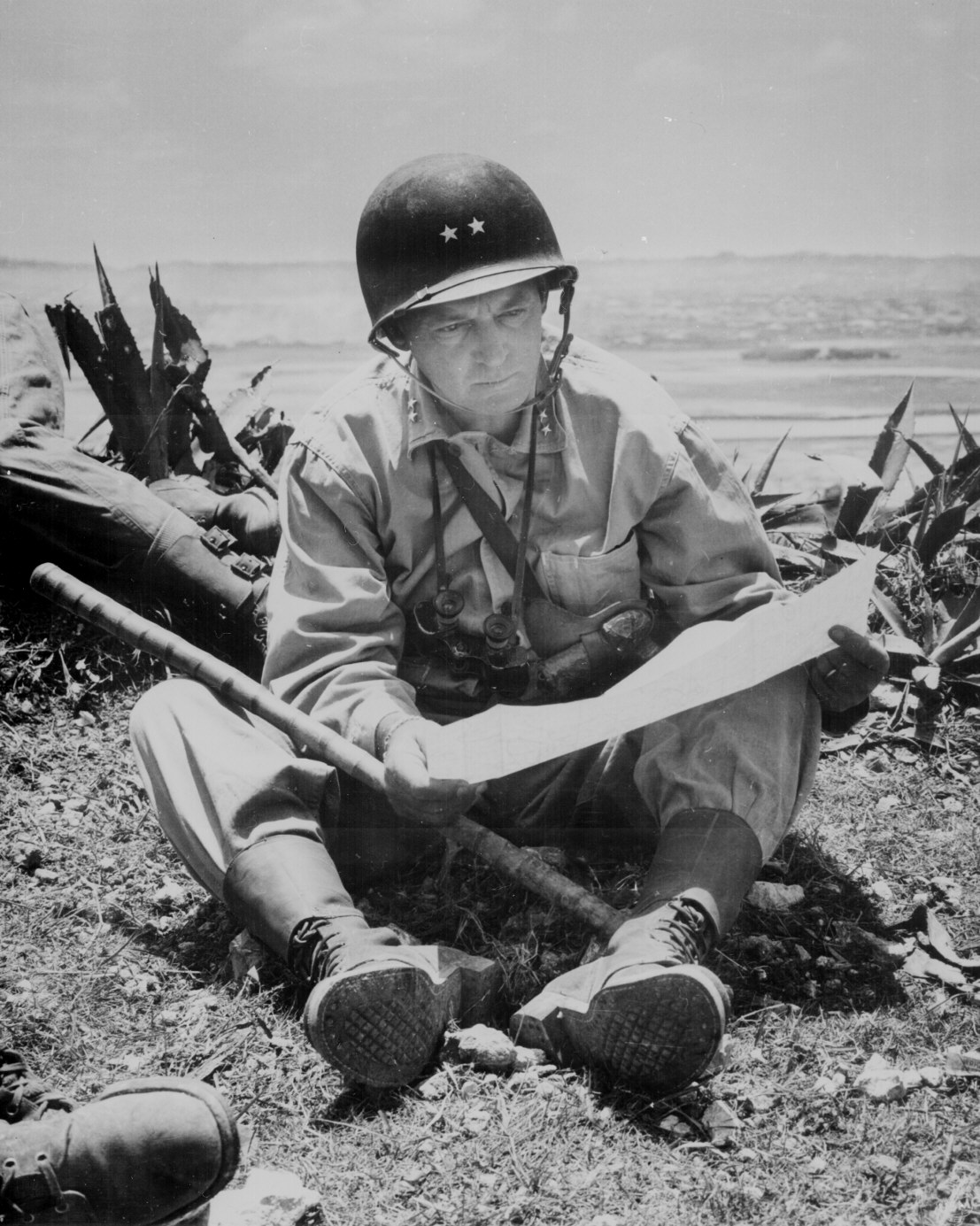
Генерал-майор Шеперд рассматривает карту после битвы за Окинаву

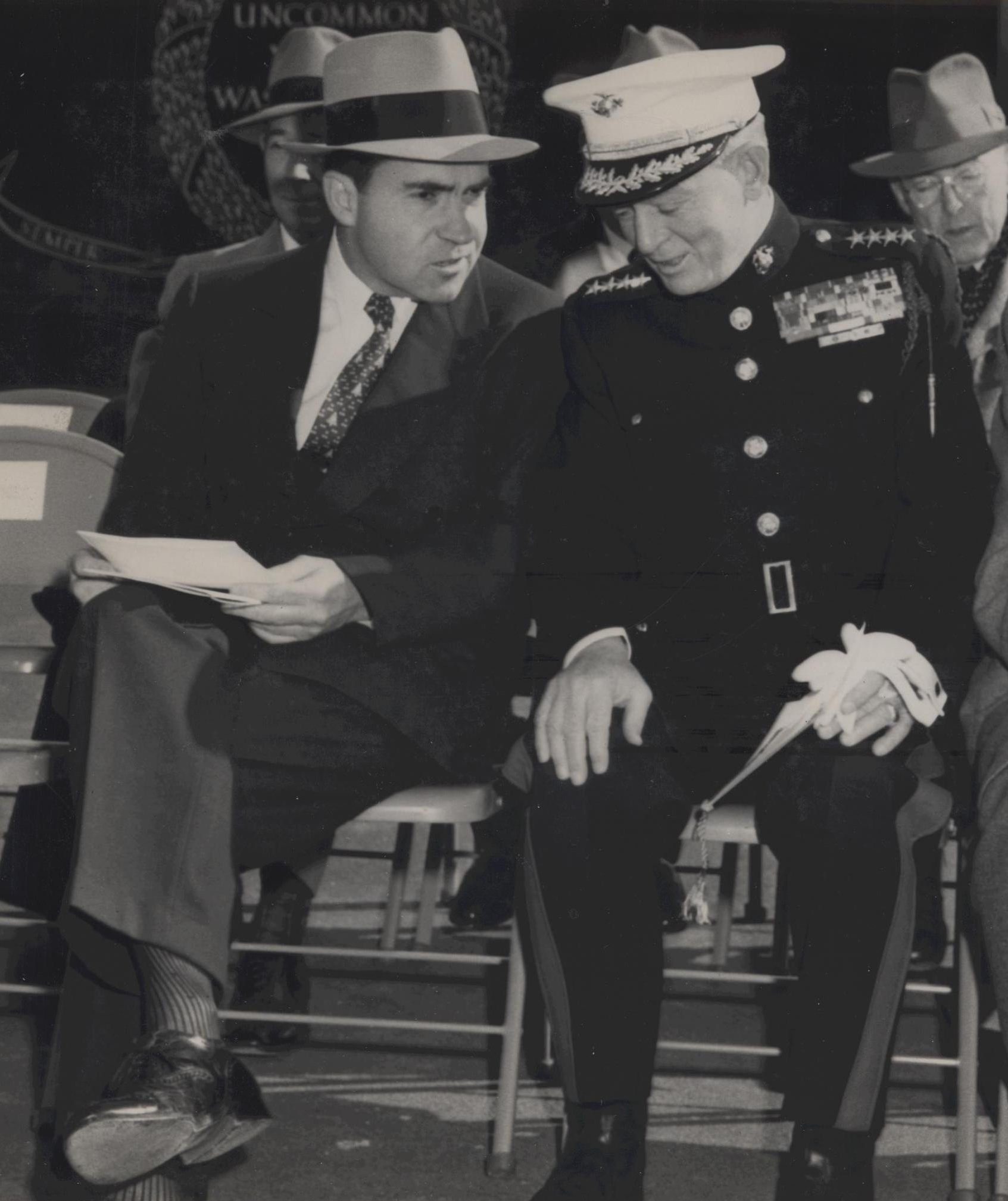
Шеперд с Р.Никсоном, 1954

В марте 1942 года четыре месяца спустя после вступления США во вторую мировую войну полковник Шеперд принял командование над девятым полком морской пехоты. Он организовывал, обучал и принял командование полком за границей как часть третьей дивизии морской пехоты.
После производства в бригадные генералы в июле 1943 года служил на острове Гуадалканал. Затем был назначен на пост заместителя командующего первой дивизии морской пехоты. На этом посту принимал участие в операции на мысе Глостер острова Новая Британия с декабря 1943 года по март 1944 года и удостоился ордена «Легион Почёта» за исключительные заслуги в ходе действий в области залива Борген.
В мае 1944 года принял командование над первой временной бригадой морской пехоты и командовал бригадой в ходе вторжения и последующего захвата острова Гуам в июле-августе 1944 года. За выдающееся лидерство при проведении этой операции получил первую медаль «За выдающуюся службу» и был повышен в звании до генерала-майора.
После организации из состава бригады шестой дивизии морской пехоты Шеперд командовал дивизией в ходе сражения за Окинаву, где за исключительные заслуги на посту командира шестой дивизии морской пехоты в ходе захвата и оккупации Окинавы (1 апреля—21 июня 1945 года) удостоился золотой звезды к медали «За выдающуюся службу» (рассматривается как знак повторного награждения). Впоследствии Шеперд повёл дивизию в Циндао (Китай). Находясь там принял 25 октября 1945 года капитуляцию всех японских сил в этом регионе и удостоился за это второго ордена «Легион Почёта».

### 1946—1956
Через несколько месяцев вернулся в США и в марте 1946 года организовал командование по обучению сил механизированного десанта Атлантического флота в Литл-крик, штат Виргиния. 1 ноября того же года он был назначен на пост заместителя начальника главного штаба морской пехоты. На этом посту оставался до апреля 1948 года после чего получил назначение в Куантико, где до июля 1950 года служил комендантом школ морской пехоты.
С началом Корейской войны Шеперд возглавлял силы морской пехоты тихоокеанского флота (главный штаб в Пирл-Харборе). На этом посту сыграл главную роль во время высадки механизированного десанта в Инчхоне, за что получил медаль «Серебряная звезда». Также сыграл основную роль в эвакуации американских сил из Хыннама в ходе их отступления от Чосонского водохранилища в Северной Корее в декабре 1950 года. В Корее убедился в полезности и преимуществах вертолётов на линии фронта и стал одним из сторонников увеличения числа вертолётного парка в вооружённых силах, заявив: «Не следует жалеть никаких усилий, чтобы получить вертолёты…сразу же на театр …их приоритет выше, чем перед любым другим оружием».
1 января 1952 президент Гарри Трумэн назначил Шеперда комендантом корпуса морской пехоты. Во время четырёх лет пребывания на этом посту Шеперд запустил ряд важных мер, что повысило военные умения корпуса. Одним из самых важных и масштабных следствий этого явилось создание системы генерального штаба. 10 ноября 1954 года в ходе празднования 179-летней годовщины основания корпуса морской пехоты представил публике Мемориа́л Ко́рпуса морско́й пехо́ты США. Стал первым комендантом, вошедшим в объединённый комитет начальников штабов. При уходе в отставку 1 января 1956 он получил третью медаль «За выдающуюся службу»
.

### 1956—1990
Через два месяца после отставки был снова призван на активную службу и стал председателем Интерамериканского совета обороны. В ходе 3,5 лет службы в этой международной организации Шеперд благодаря своим лидерским и дипломатическим качествам внёс значительный вклад в планы обороны континента. Он также способствовал военной солидарности между вооруженными силами республик Западного полушария. 15 сентября 1959 года оставил свой пост.
Скончался от онкологического заболевания костей в возрасте 94 лет в своём доме в Ла-Холья, штат Калифорния и был похоронен с полными военными почестями на Арлингтонском национальном кладбище.

## Награды и отличия
Шеперд получил следующие награды: 
|                                       | | Золотая звезда повторного награждения · Золотая звезда повторного награждения                                         | Бронзовый пучок дубовых листьев · Бронзовый пучок дубовых листьев                                                 |  |
|                                       | | Золотая звезда повторного награждения · Золотая звезда повторного награждения · Золотая звезда повторного награждения | Бронзовая звезда за службу · Бронзовая звезда за службу · Бронзовая звезда за службу                              |  |
| Бронзовая звезда за службу            | Бронзовая звезда за службу · Бронзовая звезда за службу · Бронзовая звезда за службу · Бронзовая звезда за службу | Бронзовая звезда за службу                                                                                            | |  |
|                                       | | | Бронзовая звезда за службу · Бронзовая звезда за службу · Бронзовая звезда за службу · Бронзовая звезда за службу |  |
|                                       | | | Бронзовая звезда за службу · Бронзовая звезда за службу                                                           |  |
| Золотая звезда повторного награждения | | | |  |
|                                       | | | |  |
|                                       | | | |  |
|                                       | | | |  |
|                                       | | | |  |

| 1-й ряд  | Военно-морской крест                                                              | Крест «За выдающиеся заслуги» (армейский)                                                | Медаль «За выдающуюся службу» (ВМС) с двумя 5/16 дюймовыми золотыми звёздами             | Серебряная звезда с двумя дубовыми листьями                                                | French Fourragère |
| 2-й ряд  | Орден «Легион почёта» с одним дубовым листом                                      | Бронзовая звезда с литерой «V»                                                           | Пурпурное сердце с двумя дубовыми листьями и одной 5/16 дюймовой золотой звездой         | Президентская благодарность подразделению (ВМС) с тремя 3/16 дюймовыми бронзовыми звёздами | French Fourragère |
| 3-й ряд  | Благодарность части Военно-морского флота с одной 3/16 дюймовой бронзовой звездой | Медаль Победы в Первой мировой войне (США) с четырьмя 3/16 дюймовыми бронзовыми звёздами | Экспедиционная медаль Корпуса морской пехоты США с одной 3/16 дюймовой бронзовой звездой | Медаль «За службу на Янцзы»                                                                | French Fourragère |
| 4-й ряд  | Медаль «За службу в Китае»                                                        | Медаль «За защиту Америки»                                                               | Медаль «За Американскую кампанию»                                                        | Медаль «За Азиатско-тихоокеанскую кампанию» с четырьмя 3/16 дюймовыми бронзовыми звёздами  | French Fourragère |
| 5-й ряд  | Медаль Победы во Второй мировой войне                                             | Медаль «За оккупационную службу» (ВМС США)                                               | Медаль «За службу национальной обороне»                                                  | Медаль «За службу в Корее» (США) с двумя 3/16 дюймовыми бронзовыми звёздами                | French Fourragère |
| 6-й ряд  | Военный крест 1914—1918 (Франция) с позолоченной звездой                          | Silver Medal of Bravery (Черногория) with crossed swords and palm                        | Национальный орден Почёта и Заслуг (Гаити)                                               | Медаль «За выдающуюся службу» (Гаити)                                                      | French Fourragère |
| 7-й ряд  | Орден Облаков и Знамени вторая степень                                            | Орден «За военные заслуги», Taeguk Cordon Medal (Южная Корея)                            | Order of Naval Merit, Grand Officer Argentina                                            | Орден Морских заслуг, великий офицер (Бразилия)                                            | French Fourragère |
| 8-й ряд  | белый большой крест Морских заслуг (Испания)                                      | Order of Abdon Calderon, первый класс, (Эквадор)                                         | Military Order of the Ayacucho, великий офицер, Перу                                     | National Order of Merit of Paraguay, большой крест (Парагвай)                              | French Fourragère |
| 9-й ряд  | Military Medal of the Army, первый класс (Чили)                                   | Орден Ацтекского орла, первый класс (Мексика)                                            | Орден Почётного легиона, командор (Франция)                                              | Орден Морских заслуг, великий офицер (Бразилия)                                            | French Fourragère |
| 10-й ряд | Орден Короны, командор (Бельгия)                                                  | National Order of Military Merit, великий офицер (Парагвай)                              | Благодарность президента Корейской республики                                            | Медаль «За службу ООН в Корее»                                                             | French Fourragère |

Другие награды и отличия:
- Бронзовый значок с специальным памятным дипломом (Бразилия)
- Похвальное письмо от Объединённого комитета начальников штабов (15 сентября 1959).
- Награда «За выдающуюся службу» от Исторического фонда морской пехоты «За многочисленный и весомый вклад в историю корпуса морской пехоты, охвативший более 70 лет».